# Гальмсбюль
Гальмсбюль (нім. Galmsbüll) — громада в Німеччині, розташована в землі Шлезвіг-Гольштейн. Входить до складу району Північна Фризія. Складова частина об'єднання громад Зюдтондерн.
Площа — 49,05 км2. Населення становить 611 ос. (станом на 31 грудня 2020).

## Галерея

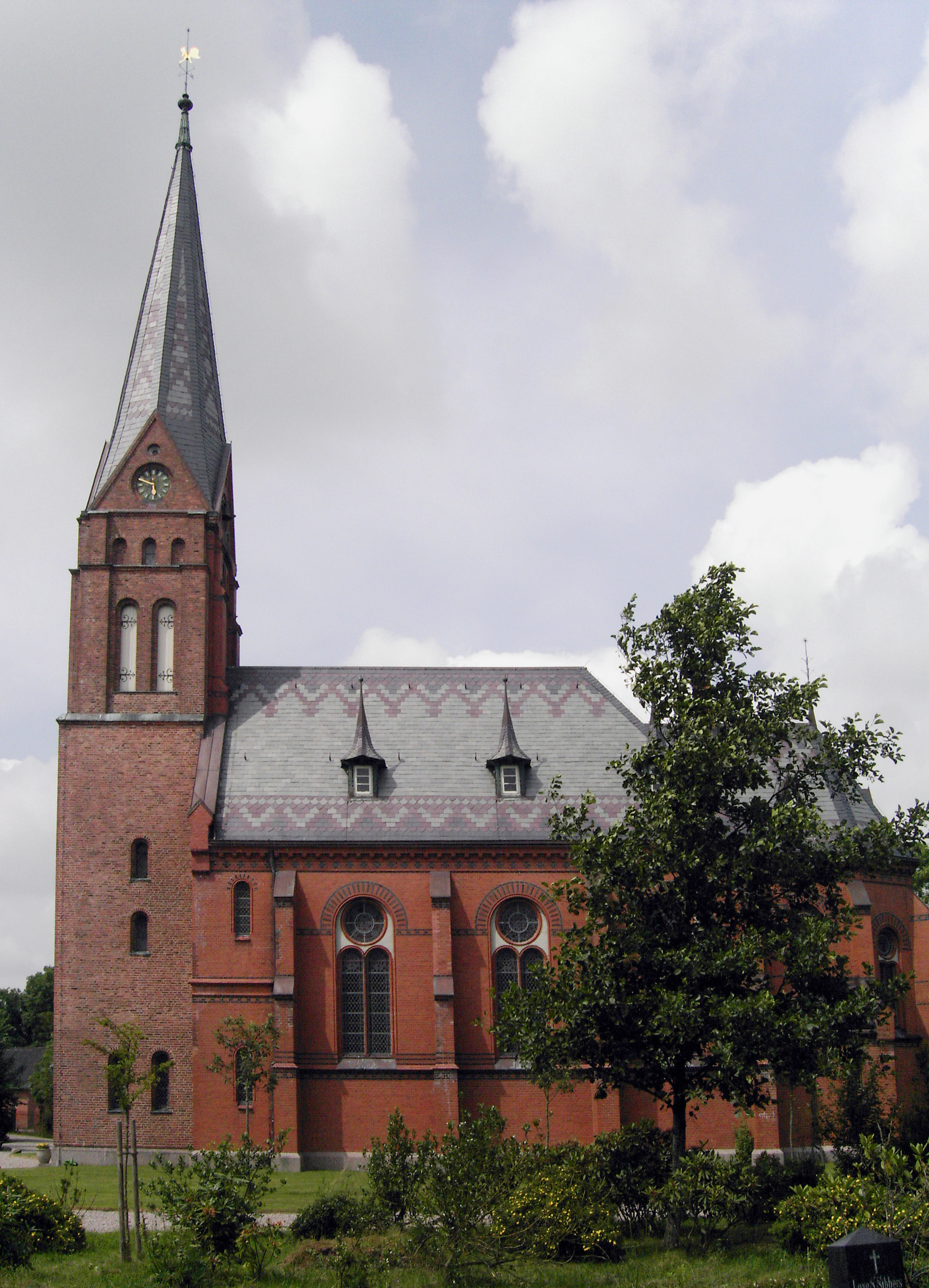
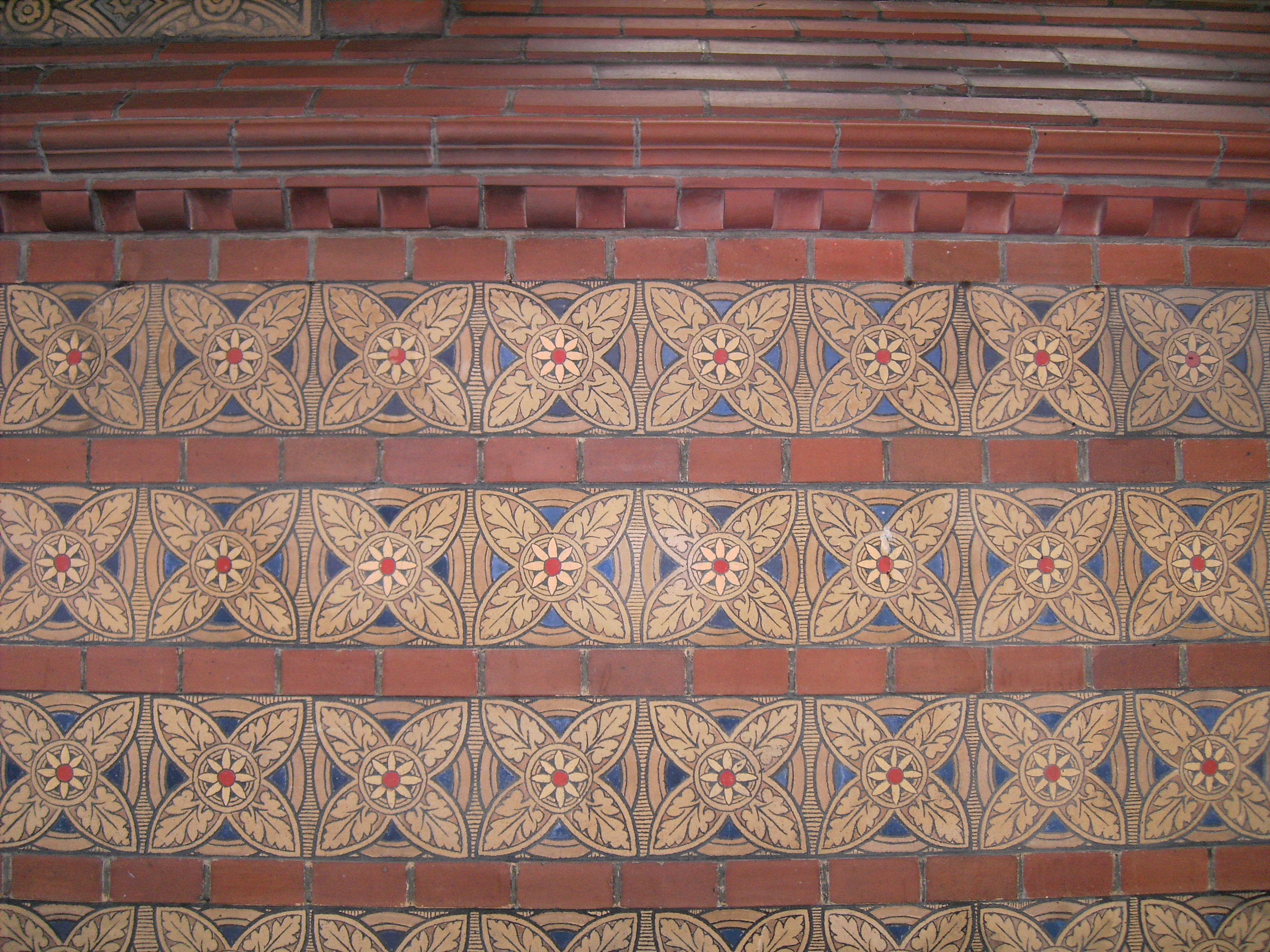
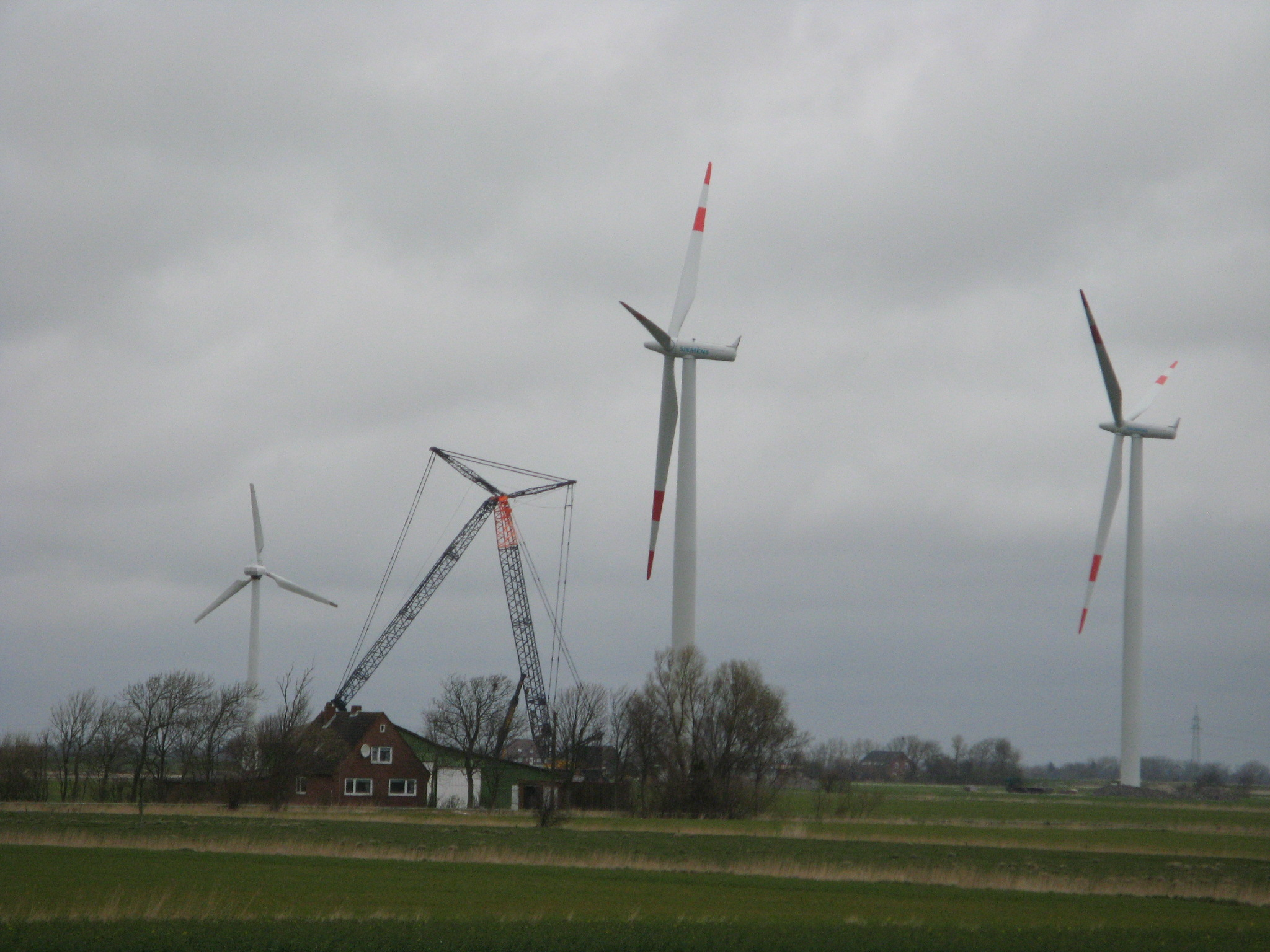